# Gonzales (Californië)
Gonzales is een plaats (city) in de Amerikaanse staat Californië, en valt bestuurlijk gezien onder Monterey County.

## Demografie
Bij de volkstelling in 2000 werd het aantal inwoners vastgesteld op 7525.
In 2006 is het aantal inwoners door het United States Census Bureau geschat op 8647, een stijging van 1122 (14.9%).

## Geografie
Volgens het United States Census Bureau beslaat de plaats een oppervlakte van
3,7 km², waarvan 3,6 km² land en 0,1 km² water. Gonzales ligt op ongeveer 34 m boven zeeniveau.

## Plaatsen in de nabije omgeving
De onderstaande figuur toont nabijgelegen plaatsen in een straal van 32 km rond Gonzales.